# Rajik
Rajik is een bestuurslaag in het regentschap Bangka Selatan van de provincie Bangka-Belitung, Indonesië. Rajik telt 3854 inwoners (volkstelling 2010).